# Llista de topònims de Sant Pere de Riudebitlles
Llista de topònims (noms propis de lloc) del municipi de Sant Pere de Riudebitlles, a l'Alt Penedès
Informació actualitzada per un bot. Els canvis manuals es perdran quan s'actualitzi!

## carrer
| imatge | Nom                    | Ubicat a                  | instància de | Detalls | coordenades                                                                                      | Protecció | Commons (més fotos) | Dades a WD                    |
| ------ | ---------------------- | ------------------------- | ------------ | ------- | ------------------------------------------------------------------------------------------------ | --------- | ------------------- | ----------------------------- |
|        | carrer d'Enric Navarro | Sant Pere de Riudebitlles | carrer       |         | 41° 27′ 05″ N, 1° 42′ 09″ E / 41.4513°N,1.70262°E ca:C./ d'Enric Navarro 1-9                     |           |                     | Modifica les dades a Wikidata |
|        | carrer del Call        | Sant Pere de Riudebitlles | carrer       |         | 41° 27′ 13″ N, 1° 42′ 09″ E / 41.45364°N,1.70247°E ca:Carrer del Call, Sant Pere de Riudebitlles |           |                     | Modifica les dades a Wikidata |
|        | carrer dels Quadres    | Sant Pere de Riudebitlles | carrer       |         | 41° 27′ 14″ N, 1° 42′ 09″ E / 41.45395°N,1.70249°E ca:Nucli antic de Sant Pere de Riudebitlles   |           |                     | Modifica les dades a Wikidata |

## casa
| imatge | Nom                           | Ubicat a                  | instància de          | Detalls                                     | coordenades | Protecció                                  | Commons (més fotos)                          | Dades a WD                    |
| ------ | ----------------------------- | ------------------------- | --------------------- | ------------------------------------------- | --- | ------------------------------------------ | -------------------------------------------- | ----------------------------- |
|        | Ca l'Olivella                 | Sant Pere de Riudebitlles | casa                  |                                             | 41° 27′ 13″ N, 1° 42′ 08″ E / 41.453494°N,1.702108°E ca:Carrer Major, 4                                                                                         | bé integrant del patrimoni cultural català | Ca l'Olivella (Sant Pere de Riudebitlles)    | Modifica les dades a Wikidata |
|        | Ca la Inés Lázaro Llobet      | Sant Pere de Riudebitlles | casa                  | 18th century                                | 41° 27′ 11″ N, 1° 42′ 06″ E / 41.45306°N,1.70176°E ca:Carrer Nou, 14                                                                                            |                                            |                                              | Modifica les dades a Wikidata |
|        | Cal Formaire                  | Sant Pere de Riudebitlles | casa                  | 20th century                                | 41° 27′ 08″ N, 1° 42′ 07″ E / 41.45218°N,1.70181°E ca:Carrer Nou, 48                                                                                            |                                            |                                              | Modifica les dades a Wikidata |
|        | Cal Manyoses                  | Sant Pere de Riudebitlles | casa                  | 19th century                                | 41° 26′ 59″ N, 1° 42′ 20″ E / 41.4497°N,1.70563°E ca:C. Sant Sadurní, 23                                                                                        |                                            |                                              | Modifica les dades a Wikidata |
|        | Cal Monetes                   | Sant Pere de Riudebitlles | casa                  | Estil: noucentisme 1925                     | 41° 27′ 03″ N, 1° 42′ 14″ E / 41.4507°N,1.7038°E ca:Carretera núm. 36                                                                                           | bé integrant del patrimoni cultural català | Cal Monetes (Sant Pere de Riudebitlles)      | Modifica les dades a Wikidata |
|        | Cal Punyal                    | Sant Pere de Riudebitlles | casa                  | 1920s                                       | 41° 27′ 02″ N, 1° 42′ 10″ E / 41.45064°N,1.7027°E ca:Carretera, 67                                                                                              |                                            |                                              | Modifica les dades a Wikidata |
|        | Cal Querol                    | Sant Pere de Riudebitlles | casa                  | Estil: arquitectura popular                 | 41° 27′ 14″ N, 1° 42′ 10″ E / 41.453789°N,1.702781°E | bé integrant del patrimoni cultural català |                                              | Modifica les dades a Wikidata |
|        | Cal Ròmul - Molí de la Vila   | Sant Pere de Riudebitlles | casa fàbrica de paper |                                             | 41° 27′ 13″ N, 1° 42′ 13″ E / 41.45354°N,1.70369°E 41° 27′ 12″ N, 1° 42′ 14″ E / 41.45341873168945°N,1.7037980556488037°E ca:C. de Baix, 37 ca:Camí de Baix, 39 |                                            |                                              | Modifica les dades a Wikidata |
|        | Cal Sabater                   | Sant Pere de Riudebitlles | casa                  | 18th century                                | 41° 26′ 56″ N, 1° 42′ 17″ E / 41.44887°N,1.70468°E ca:Carrer de Vilafranca, 44                                                                                  |                                            |                                              | Modifica les dades a Wikidata |
|        | Cal Teixidor / Cal Doctor Pla | Sant Pere de Riudebitlles | casa                  |                                             | 41° 27′ 10″ N, 1° 42′ 06″ E / 41.4529°N,1.70169°E ca:Carrer Nou, n. 22                                                                                          |                                            |                                              | Modifica les dades a Wikidata |
|        | Cal Xarret                    | Sant Pere de Riudebitlles | casa                  | Estil: arquitectura eclèctica 1897          | 41° 27′ 10″ N, 1° 42′ 08″ E / 41.4527°N,1.7021°E ca:c/ Nou, 19-21                                                                                               | bé integrant del patrimoni cultural català | Cal Xarret (Sant Pere de Riudebitlles)       | Modifica les dades a Wikidata |
|        | Can Carles                    | Sant Pere de Riudebitlles | casa                  | Estil: noucentisme 1925                     | 41° 27′ 03″ N, 1° 42′ 13″ E / 41.4507°N,1.70372°E ca:Carretera, núm. 38                                                                                         | bé integrant del patrimoni cultural català | Can Carles (Sant Pere de Riudebitlles)       | Modifica les dades a Wikidata |
|        | Can Soler                     | Sant Pere de Riudebitlles | casa                  | Estil: arquitectura popular                 | 41° 27′ 12″ N, 1° 42′ 03″ E / 41.4532°N,1.70089°E ca:Plaça de les Eres, núm. 6                                                                                  | bé integrant del patrimoni cultural català | Can Soler (Sant Pere de Riudebitlles)        | Modifica les dades a Wikidata |
|        | Casa Josep Arnan              | Sant Pere de Riudebitlles | casa                  | Estil: gòtic flamíger                       | 41° 27′ 13″ N, 1° 42′ 09″ E / 41.4535°N,1.70257°E ca:Carrer Major, 18                                                                                           | bé integrant del patrimoni cultural català | Casa Josep Arnan (Sant Pere de Riudebitlles) | Modifica les dades a Wikidata |
|        | Casa senyorial Montal         | Sant Pere de Riudebitlles | casa                  | Estil: arquitectura modernista 20th century | 41° 27′ 13″ N, 1° 42′ 05″ E / 41.4536°N,1.70145°E ca:Pça. de les Eres, 3                                                                                        | bé integrant del patrimoni cultural català | Casa senyorial Montal                        | Modifica les dades a Wikidata |

## edifici
| imatge | Nom                      | Ubicat a                  | instància de             | Detalls                         | coordenades | Protecció                                  | Commons (més fotos)      | Dades a WD                    |
| ------ | ------------------------ | ------------------------- | ------------------------ | ------------------------------- | --- | ------------------------------------------ | ------------------------ | ----------------------------- |
|        | Antigues Escoles         | Sant Pere de Riudebitlles | edifici edifici escolar  | Estil: noucentisme 1920s        | 41° 27′ 05″ N, 1° 42′ 08″ E / 41.45125°N,1.70214°E 41° 27′ 04″ N, 1° 42′ 08″ E / 41.45120620727539°N,1.7022199630737305°E ca:Carrer Nou, 72 cantonada la Carretera ca:Carrer Nou, 72 |                                            |                          | Modifica les dades a Wikidata |
|        | Fàbrica de Ca l'Herrando | Sant Pere de Riudebitlles | edifici                  | Estil: noucentisme 20th century | 41° 27′ 05″ N, 1° 41′ 56″ E / 41.4515°N,1.69882°E ca:Carretera, 153-157 | bé integrant del patrimoni cultural català | Fàbrica de Ca l'Herrando | Modifica les dades a Wikidata |
|        | Fàbrica de Telers        | Sant Pere de Riudebitlles | edifici                  | 1864                            | 41° 27′ 06″ N, 1° 42′ 07″ E / 41.45179°N,1.70185°E ca:Carrer Nou, 62 |                                            |                          | Modifica les dades a Wikidata |
|        | Molí de Can Xerta        | Sant Pere de Riudebitlles | edifici fàbrica de paper |                                 | 41° 27′ 15″ N, 1° 42′ 14″ E / 41.4543°N,1.70384°E ca:Camí de Baix, 32 | bé cultural d'interès local                |                          | Modifica les dades a Wikidata |
|        | Villa Felisa             | Sant Pere de Riudebitlles | edifici                  | 1912                            | 41° 26′ 58″ N, 1° 42′ 19″ E / 41.4495°N,1.70528°E ca:C/ Sant Sadurní, 20-24 |                                            |                          | Modifica les dades a Wikidata |
|        | Villa Lolita             | Sant Pere de Riudebitlles | edifici                  | 1917                            | 41° 26′ 58″ N, 1° 42′ 20″ E / 41.44934°N,1.70563°E ca:C/ Sant Sadurní, 26-28 |                                            |                          | Modifica les dades a Wikidata |
|        | Voltes de Can Butifoll   | Sant Pere de Riudebitlles | edifici                  | Estil: arquitectura popular     | 41° 27′ 15″ N, 1° 42′ 13″ E / 41.45422°N,1.70373°E ca:C. de Baix, 45 | bé integrant del patrimoni cultural català | Voltes de Can Butifoll   | Modifica les dades a Wikidata |
|        | el Centre                | Sant Pere de Riudebitlles | edifici                  | 1910s                           | 41° 27′ 06″ N, 1° 42′ 07″ E / 41.4516°N,1.70183°E ca:C/ Nou, 64 |                                            |                          | Modifica les dades a Wikidata |

## edifici residencial
| imatge | Nom        | Ubicat a                  | instància de             | Detalls | coordenades | Protecció | Commons (més fotos) | Dades a WD                    |
| ------ | ---------- | ------------------------- | ------------------------ | ------- | --- | --------- | ------------------- | ----------------------------- |
|        | Ca l'Oller | Sant Pere de Riudebitlles | edifici residencial      |         | 41° 27′ 12″ N, 1° 42′ 05″ E / 41.453330993652344°N,1.7014780044555664°E ca:Plaça de les Eres, 6                                            |           |                     | Modifica les dades a Wikidata |
|        | Cal Boter  | Sant Pere de Riudebitlles | edifici residencial casa |         | 41° 27′ 13″ N, 1° 42′ 11″ E / 41.45364761352539°N,1.7030279636383057°E 41° 27′ 13″ N, 1° 42′ 11″ E / 41.45374°N,1.703°E ca:El Corronet, 11 |           |                     | Modifica les dades a Wikidata |

## església
| imatge | Nom                                   | Ubicat a                  | instància de     | Detalls                                  | coordenades                                                                  | Protecció                                  | Commons (més fotos)                                | Dades a WD                    |
| ------ | ------------------------------------- | ------------------------- | ---------------- | ---------------------------------------- | ---------------------------------------------------------------------------- | ------------------------------------------ | -------------------------------------------------- | ----------------------------- |
|        | Sant Julià                            | Sant Pere de Riudebitlles | església capella | Estat: enderrocat o destruït             | 41° 27′ 18″ N, 1° 41′ 39″ E / 41.4549887456819°N,1.69417964478744°E          |                                            |                                                    | Modifica les dades a Wikidata |
|        | capella de Sant Jeroni                | Sant Pere de Riudebitlles | església         | Estil: arquitectura popular 16th century | 41° 26′ 58″ N, 1° 41′ 41″ E / 41.4495°N,1.69483°E ca:Costa de Sant Jeroni    | bé integrant del patrimoni cultural català | Capella de Sant Jeroni (Sant Pere de Riudebitlles) | Modifica les dades a Wikidata |
|        | església de Sant Pere de Riudebitlles | Sant Pere de Riudebitlles | església         |                                          | 41° 27′ 14″ N, 1° 42′ 12″ E / 41.4538°N,1.7032°E ca:Plaça de l'Església, s/n | bé integrant del patrimoni cultural català | Església de Sant Pere de Riudebitlles              | Modifica les dades a Wikidata |

## jaciment arqueològic
| imatge | Nom                                              | Ubicat a                                         | instància de                | Detalls | coordenades                                          | Protecció                                  | Commons (més fotos) | Dades a WD                    |
| ------ | ------------------------------------------------ | ------------------------------------------------ | --------------------------- | ------- | ---------------------------------------------------- | ------------------------------------------ | ------------------- | ----------------------------- |
|        | Corral del Martí                                 | Sant Pere de Riudebitlles                        | jaciment arqueològic        |         | 41° 27′ 34″ N, 1° 42′ 17″ E / 41.459552°N,1.7046°E   | bé integrant del patrimoni cultural català |                     | Modifica les dades a Wikidata |
|        | jaciment arqueològic de Quatre Camins            | Sant Pere de Riudebitlles                        | jaciment arqueològic        |         | 41° 27′ 30″ N, 1° 42′ 00″ E / 41.458225°N,1.700069°E | bé integrant del patrimoni cultural català |                     | Modifica les dades a Wikidata |
|        | jaciment arqueològic de l'oliverar de Can Querol | Sant Pere de Riudebitlles                        | jaciment arqueològic        |         | 41° 27′ 37″ N, 1° 41′ 36″ E / 41.460276°N,1.69342°E  |                                            |                     | Modifica les dades a Wikidata |
|        | jaciment arqueològic de la Masia                 | Sant Pere de Riudebitlles                        | jaciment arqueològic        |         | 41° 27′ 41″ N, 1° 41′ 31″ E / 41.461381°N,1.691928°E | bé integrant del patrimoni cultural català |                     | Modifica les dades a Wikidata |
|        | jaciment arqueològic del Puig de les Forques     | Sant Quintí de Mediona Sant Pere de Riudebitlles | jaciment arqueològic        |         | 41° 27′ 21″ N, 1° 40′ 54″ E / 41.455918°N,1.681718°E | bé integrant del patrimoni cultural català |                     | Modifica les dades a Wikidata |
|        | jaciment arqueològic del camí de Torró           | Sant Pere de Riudebitlles                        | jaciment arqueològic        |         | 41° 27′ 47″ N, 1° 42′ 09″ E / 41.463118°N,1.702382°E | bé integrant del patrimoni cultural català |                     | Modifica les dades a Wikidata |
|        | jaciment de Pont Nou                             | Sant Pere de Riudebitlles                        | jaciment arqueològic taller |         | 41° 27′ 03″ N, 1° 41′ 26″ E / 41.450858°N,1.69059°E  | bé integrant del patrimoni cultural català |                     | Modifica les dades a Wikidata |

## masia
| imatge | Nom                | Ubicat a                  | instància de | Detalls       | coordenades | Protecció | Commons (més fotos) | Dades a WD                    |
| ------ | ------------------ | ------------------------- | ------------ | ------------- | --- | --------- | ------------------- | ----------------------------- |
|        | Cal Bardera        | Sant Pere de Riudebitlles | masia        |               | 41° 28′ 18″ N, 1° 42′ 06″ E / 41.4715834726976°N,1.70164285203544°E                                                      |           |                     | Modifica les dades a Wikidata |
|        | Cal Bielet         | Sant Pere de Riudebitlles | masia        | Estat: ruïnós | 41° 27′ 26″ N, 1° 40′ 58″ E / 41.4571477582686°N,1.68288161335321°E ca:Dins del recinte de la fàbrica TECFACREP 279 msnm |           |                     | Modifica les dades a Wikidata |
|        | Can Regata de Baix | Sant Pere de Riudebitlles | masia        |               | 41° 28′ 09″ N, 1° 41′ 37″ E / 41.4691492532492°N,1.6934883317568°E                                                       |           |                     | Modifica les dades a Wikidata |
|        | Can Regata de Dalt | Sant Pere de Riudebitlles | masia        |               | 41° 28′ 04″ N, 1° 41′ 35″ E / 41.4677945351669°N,1.69316825651708°E                                                      |           |                     | Modifica les dades a Wikidata |
|        | Mas Carreró        | Sant Pere de Riudebitlles | masia        |               | 41° 28′ 09″ N, 1° 42′ 30″ E / 41.4691195005248°N,1.70839820034773°E                                                      |           |                     | Modifica les dades a Wikidata |
|        | Mas Isard          | Sant Pere de Riudebitlles | masia        |               | 41° 28′ 04″ N, 1° 42′ 16″ E / 41.467795296679°N,1.7043622228322°E                                                        |           |                     | Modifica les dades a Wikidata |
|        | Mas d'en Soler     | Sant Pere de Riudebitlles | masia        |               | 41° 26′ 59″ N, 1° 41′ 16″ E / 41.4496380187034°N,1.68781025790394°E                                                      |           |                     | Modifica les dades a Wikidata |
|        | les Planes         | Sant Pere de Riudebitlles | masia        |               | 41° 27′ 28″ N, 1° 41′ 05″ E / 41.4578524229496°N,1.68463939319991°E 273 msnm                                             |           |                     | Modifica les dades a Wikidata |
|        | les Planes Noves   | Sant Pere de Riudebitlles | masia        | 1920s         | 41° 27′ 22″ N, 1° 41′ 05″ E / 41.4561048775808°N,1.68462681433618°E ca:Camí de les Planes 275 msnm                       |           |                     | Modifica les dades a Wikidata |
|        | les Toeses         | Sant Pere de Riudebitlles | masia        |               | 41° 27′ 08″ N, 1° 41′ 24″ E / 41.4522304138321°N,1.69003272739969°E                                                      |           |                     | Modifica les dades a Wikidata |

## molí d'aigua
| imatge | Nom                      | Ubicat a                  | instància de       | Detalls                                  | coordenades                                                                                             | Protecció                                  | Commons (més fotos)      | Dades a WD                    |
| ------ | ------------------------ | ------------------------- | ------------------ | ---------------------------------------- | --- | ------------------------------------------ | ------------------------ | ----------------------------- |
|        | Molí d'en Jan            | Sant Pere de Riudebitlles | molí d'aigua       | Estil: arquitectura popular 18th century | 41° 27′ 03″ N, 1° 41′ 56″ E / 41.4507°N,1.69891°E ca:C. Sant Jeroni 265 msnm                            | bé integrant del patrimoni cultural català | Molí d'en Jan            | Modifica les dades a Wikidata |
|        | Molí de Cal Ton del Pere | Sant Pere de Riudebitlles | molí d'aigua       | Estil: arquitectura popular 18th century | 41° 27′ 15″ N, 1° 42′ 14″ E / 41.4542°N,1.70398°E ca:Carrer de Baix, 54                                 | bé integrant del patrimoni cultural català | Molí de Cal Ton del Pere | Modifica les dades a Wikidata |
|        | Molí de la Font          | Sant Pere de Riudebitlles | molí d'aigua       |                                          | 41° 27′ 16″ N, 1° 42′ 21″ E / 41.4543910949857°N,1.70585295209262°E ca:Camí de Baix, al costat del pont |                                            |                          | Modifica les dades a Wikidata |
|        | Molí de la Maçana        | Sant Pere de Riudebitlles | molí d'aigua masia |                                          | 41° 27′ 10″ N, 1° 41′ 57″ E / 41.4527399748534°N,1.69921720058916°E                                     |                                            |                          | Modifica les dades a Wikidata |
|        | Molí de les Toeses       | Sant Pere de Riudebitlles | molí d'aigua       |                                          | 41° 27′ 07″ N, 1° 41′ 14″ E / 41.4518378645186°N,1.68720323097307°E                                     |                                            |                          | Modifica les dades a Wikidata |

## polígon industrial
| imatge | Nom                                     | Ubicat a                  | instància de       | Detalls | coordenades                                                         | Protecció | Commons (més fotos) | Dades a WD                    |
| ------ | --------------------------------------- | ------------------------- | ------------------ | ------- | ------------------------------------------------------------------- | --------- | ------------------- | ----------------------------- |
|        | Polígon industrial Cal Jan              | Sant Pere de Riudebitlles | polígon industrial |         | 41° 27′ 08″ N, 1° 41′ 56″ E / 41.4522144232942°N,1.69894036817591°E |           |                     | Modifica les dades a Wikidata |
|        | Polígon industrial Els Vinyets          | Sant Pere de Riudebitlles | polígon industrial |         | 41° 27′ 12″ N, 1° 41′ 02″ E / 41.4533671436099°N,1.68387998024235°E |           |                     | Modifica les dades a Wikidata |
|        | Polígon industrial La Plana d'en Soler  | Sant Pere de Riudebitlles | polígon industrial |         | 41° 27′ 13″ N, 1° 41′ 58″ E / 41.4537327120844°N,1.69938892460691°E |           |                     | Modifica les dades a Wikidata |
|        | Polígon industrial Les Toeses           | Sant Pere de Riudebitlles | polígon industrial |         | 41° 27′ 03″ N, 1° 41′ 16″ E / 41.4509085655689°N,1.68785648296562°E |           |                     | Modifica les dades a Wikidata |
|        | Polígon industrial Plana Mas d'en Soler | Sant Pere de Riudebitlles | polígon industrial |         | 41° 26′ 54″ N, 1° 41′ 08″ E / 41.448422823922°N,1.68551227625508°E  |           |                     | Modifica les dades a Wikidata |

## pont
| imatge | Nom                   | Ubicat a                  | instància de | Detalls                       | coordenades | Protecció | Commons (més fotos) | Dades a WD                    |
| ------ | --------------------- | ------------------------- | ------------ | ----------------------------- | --- | --------- | ------------------- | ----------------------------- |
|        | Pont de l'Altra Banda | Sant Pere de Riudebitlles | pont         | Travessa: Riu de Bitlles      | 41° 27′ 16″ N, 1° 42′ 17″ E / 41.4545493939265°N,1.70471240446319°E                                                                   |           |                     | Modifica les dades a Wikidata |
|        | Pont de la Baieta     | Sant Pere de Riudebitlles | pont         | 19th century Estat: malmès    | 41° 27′ 04″ N, 1° 42′ 22″ E / 41.45111°N,1.70599°E ca:Sobre el torrent de la Baieta                                                   |           |                     | Modifica les dades a Wikidata |
|        | Pont de la Boja       | Sant Pere de Riudebitlles | pont         | 19th century Estat: malmès    | 41° 27′ 17″ N, 1° 42′ 27″ E / 41.45483°N,1.70762°E ca:Camí que porta del barri de l'Altra Banda a Terrassola                          |           |                     | Modifica les dades a Wikidata |
|        | Pont del Cavaller     | Sant Pere de Riudebitlles | pont         | 18th century Estat: bon estat | 41° 26′ 48″ N, 1° 42′ 05″ E / 41.44675°N,1.70138°E ca:Travessa el torrent de can Prades a les immediacions del polisportiu municipal. |           |                     | Modifica les dades a Wikidata |
|        | Pont del Sabater      | Sant Pere de Riudebitlles | pont         | Estat: malmès                 | 41° 26′ 53″ N, 1° 42′ 11″ E / 41.44803°N,1.70293°E ca:Prop del barri del Torrent Cuitó                                                |           |                     | Modifica les dades a Wikidata |
|        | Pont dels Borrissols  | Sant Pere de Riudebitlles | pont         | Travessa: Riu de Bitlles      | 41° 27′ 17″ N, 1° 41′ 58″ E / 41.4548321593722°N,1.69943879496049°E                                                                   |           |                     | Modifica les dades a Wikidata |

## portal
| imatge | Nom                                     | Ubicat a                  | instància de | Detalls                     | coordenades                                                              | Protecció                                  | Commons (més fotos)                                | Dades a WD                    |
| ------ | --------------------------------------- | ------------------------- | ------------ | --------------------------- | ------------------------------------------------------------------------ | ------------------------------------------ | -------------------------------------------------- | ----------------------------- |
|        | Portal de Ca la Paca Rossa              | Sant Pere de Riudebitlles | portal       | Estil: arquitectura popular | 41° 27′ 14″ N, 1° 42′ 10″ E / 41.453785°N,1.702891°E                     | bé integrant del patrimoni cultural català | Portal de Ca la Paca Rossa                         | Modifica les dades a Wikidata |
|        | Portal de Cal Jeroni Mestres            | Sant Pere de Riudebitlles | portal       | Estil: arquitectura popular | 41° 27′ 13″ N, 1° 42′ 10″ E / 41.453486°N,1.702694°E                     | bé integrant del patrimoni cultural català |                                                    | Modifica les dades a Wikidata |
|        | Portal de Cal Rafeques                  | Sant Pere de Riudebitlles | portal       | Estil: arquitectura popular | 41° 27′ 15″ N, 1° 42′ 10″ E / 41.4541°N,1.702706°E ca:Plaça. Església, 5 | bé integrant del patrimoni cultural català | Portal de Cal Rafeques (Sant Pere de Riudebitlles) | Modifica les dades a Wikidata |
|        | Portal de Cal Secalló                   | Sant Pere de Riudebitlles | portal       | Estil: arquitectura popular | 41° 27′ 16″ N, 1° 42′ 12″ E / 41.454439°N,1.703363°E                     | bé integrant del patrimoni cultural català | Portal de Cal Secalló (Sant Pere de Riudebitlles)  | Modifica les dades a Wikidata |
|        | Portal de la rectoria i sala parroquial | Sant Pere de Riudebitlles | portal       | Estil: arquitectura popular | 41° 27′ 14″ N, 1° 42′ 11″ E / 41.453772°N,1.702943°E                     | bé integrant del patrimoni cultural català |                                                    | Modifica les dades a Wikidata |
|        | Portal del Casal del Trull              | Sant Pere de Riudebitlles | portal       | Estil: arquitectura popular | 41° 27′ 14″ N, 1° 42′ 04″ E / 41.453848°N,1.701235°E                     | bé integrant del patrimoni cultural català |                                                    | Modifica les dades a Wikidata |
|        | Portals de Sant Pere de Riudebitlles    | Sant Pere de Riudebitlles | portal       |                             | 41° 27′ 14″ N, 1° 42′ 04″ E / 41.453848°N,1.701235°E                     |                                            | Portals in Sant Pere de Riudebitlles               | Modifica les dades a Wikidata |
|        | portal de Cal Querol                    | Sant Pere de Riudebitlles | portal       | Estil: arquitectura popular | 41° 27′ 16″ N, 1° 42′ 13″ E / 41.45439°N,1.70351°E ca:C. de Baix, 31-33  | bé integrant del patrimoni cultural català | Portal de Cal Querol (Sant Pere de Riudebitlles)   | Modifica les dades a Wikidata |
|        | portal de Cal Ròmul Torrents            | Sant Pere de Riudebitlles | portal       | Estil: arquitectura popular | 41° 27′ 12″ N, 1° 42′ 14″ E / 41.45342°N,1.70388°E                       | bé integrant del patrimoni cultural català | Portal de Cal Ròmul Torrents                       | Modifica les dades a Wikidata |
|        | portal de Cal Teodor                    | Sant Pere de Riudebitlles | portal       | Estil: arquitectura popular | 41° 27′ 15″ N, 1° 42′ 14″ E / 41.45418°N,1.704°E                         | bé integrant del patrimoni cultural català |                                                    | Modifica les dades a Wikidata |
|        | portal de Cal Torrents                  | Sant Pere de Riudebitlles | portal       | Estil: arquitectura popular |                                                                          | bé integrant del patrimoni cultural català | Portal de Cal Torrents (Sant Pere de Riudebitlles) | Modifica les dades a Wikidata |

## safareig
| imatge | Nom                                  | Ubicat a                  | instància de | Detalls      | coordenades                                                                   | Protecció                                  | Commons (més fotos)            | Dades a WD                    |
| ------ | ------------------------------------ | ------------------------- | ------------ | ------------ | ----------------------------------------------------------------------------- | ------------------------------------------ | ------------------------------ | ----------------------------- |
|        | Safareig de Cal Ròmul Torrents       | Sant Pere de Riudebitlles | safareig     | 19th century | 41° 27′ 12″ N, 1° 42′ 15″ E / 41.4534°N,1.70417°E ca:C. de Baix, 38           | bé integrant del patrimoni cultural català | Safareig de Cal Ròmul Torrents | Modifica les dades a Wikidata |
|        | safareig del barri del torrent Cuitó | Sant Pere de Riudebitlles | safareig     |              | 41° 27′ 00″ N, 1° 42′ 15″ E / 41.45005°N,1.70418°E ca:Barri del Torrent Cuitó |                                            |                                | Modifica les dades a Wikidata |

## Misc
| imatge | Nom                                                      | Ubicat a                                  | instància de                                   | Detalls                                                   | coordenades | Protecció                                            | Commons (més fotos)                                   | Dades a WD                    |
| ------ | -------------------------------------------------------- | ----------------------------------------- | ---------------------------------------------- | --------------------------------------------------------- | --- | ---------------------------------------------------- | ----------------------------------------------------- | ----------------------------- |
|        | Ajuntament de Sant Pere de Riudebitlles                  | Sant Pere de Riudebitlles                 | casa consistorial                              | Estil: noucentisme 19th century                           | 41° 27′ 13″ N, 1° 42′ 06″ E / 41.4537°N,1.70162°E ca:Plaça de les Eres, 1 | bé integrant del patrimoni cultural català           | Ajuntament de Sant Pere de Riudebitlles               | Modifica les dades a Wikidata |
|        | Aqüeducte de Sant Pere de Riudebitlles                   | Sant Pere de Riudebitlles                 | aqüeducte pont                                 | Estil: arquitectura popular 17th century Estat: bon estat | 41° 27′ 00″ N, 1° 41′ 30″ E / 41.45°N,1.6916°E ca:A 1 km a l'oest del nucli urbà, al costat de la carretera general | bé integrant del patrimoni cultural català           | Pont Nou de Sant Pere de Riudebitlles                 | Modifica les dades a Wikidata |
|        | Barri del torrent Cuitó                                  | Sant Pere de Riudebitlles                 | barri conjunt urbà                             |                                                           | 41° 26′ 58″ N, 1° 42′ 17″ E / 41.44932°N,1.70467°E 41° 26′ 57″ N, 1° 42′ 17″ E / 41.449100494384766°N,1.704854965209961°E ca:A la dreta de la carretera pujant els marges del Torrent Cuitó ca:A la dreta de la carretera, en direcció a Sant Sadurní i Vilafranca |                                                      |                                                       | Modifica les dades a Wikidata |
|        | Carrer Nou                                               | Sant Pere de Riudebitlles                 | conjunt urbà                                   |                                                           | 41° 27′ 08″ N, 1° 42′ 08″ E / 41.45218276977539°N,1.7022639513015747°E ca:Entre la carretera i la Plaça de les Eres |                                                      |                                                       | Modifica les dades a Wikidata |
|        | Celblau                                                  | Sant Pere de Riudebitlles                 | nucli de població                              |                                                           | 41° 26′ 49″ N, 1° 42′ 28″ E / 41.4469626082598°N,1.70767657332515°E |                                                      |                                                       | Modifica les dades a Wikidata |
|        | Mola de la Plaça del Paper                               | Sant Pere de Riudebitlles                 | mobiliari urbà                                 |                                                           | 41° 27′ 08″ N, 1° 42′ 05″ E / 41.45231°N,1.70137°E ca:Plaça del Paper |                                                      |                                                       | Modifica les dades a Wikidata |
|        | Monument als donants de sang a Sant Pere de Riudebitlles | Sant Pere de Riudebitlles                 | monument                                       | 2019-10-26 Anomenat per: donant de sang                   | 41° 27′ 12″ N, 1° 42′ 11″ E / 41.45341666666667°N,1.7031°E |                                                      |                                                       | Modifica les dades a Wikidata |
|        | Palau del Marquès de Llió                                | Sant Pere de Riudebitlles                 | palau                                          | Estil: arquitectura gòtica 14th century                   | 41° 27′ 13″ N, 1° 42′ 13″ E / 41.453645°N,1.703709°E ca:C. Major, 42 | bé d'interès cultural bé cultural d'interès nacional | Palau del Marquès de Llió (Sant Pere de Riudebitlles) | Modifica les dades a Wikidata |
|        | Sant Pere de Riudebitlles                                | Sant Pere de Riudebitlles                 | entitat singular de població capital municipal | 2495 hab                                                  | 41° 27′ 13″ N, 1° 42′ 06″ E / 41.453526°N,1.701785°E 248 msnm |                                                      |                                                       | Modifica les dades a Wikidata |
|        | Torrent Cuitó                                            | Sant Pere de Riudebitlles                 | curs d'aigua                                   | Desemboca: Riu de Bitlles                                 | 41° 26′ 56″ N, 1° 42′ 13″ E / 41.44882°N,1.70355°E ca:Des del seu naixement fins del riu de Bitlles |                                                      |                                                       | Modifica les dades a Wikidata |
|        | Turó de Collderes                                        | Sant Pere de Riudebitlles Cabrera d'Anoia | muntanya                                       |                                                           | 41° 27′ 55″ N, 1° 43′ 54″ E / 41.46529444°N,1.73180278°E 360.5 msnm |                                                      |                                                       | Modifica les dades a Wikidata |
|        | font de la Plaça de les Eres                             | Sant Pere de Riudebitlles                 | font                                           | 1981                                                      | 41° 27′ 13″ N, 1° 42′ 06″ E / 41.45352°N,1.70174°E ca:Plaça de les Eres, 1 |                                                      |                                                       | Modifica les dades a Wikidata |
|        | plaça de les Eres                                        | Sant Pere de Riudebitlles                 | plaça                                          |                                                           | 41° 27′ 13″ N, 1° 42′ 06″ E / 41.45348°N,1.70169°E ca:Plaça de les Eres |                                                      |                                                       | Modifica les dades a Wikidata |